# Ancistroteuthis lichtensteinii
Ancistroteuthis lichtensteinii é uma espécie de molusco pertencente à família Onychoteuthidae.
A autoridade científica da espécie é Férussac [in Férussac & d'Orbigny, tendo sido descrita no ano de 1835.
Trata-se de uma espécie presente no território português, incluindo a zona económica exclusiva.